# Djupvattnet (Ströms socken, Jämtland, 712661-145673)
Djupvattnet är en sjö i Strömsunds kommun i Jämtland och ingår i Ångermanälvens huvudavrinningsområde. Sjön har en area på 1,07 kvadratkilometer och ligger 326,1 meter över havet.

## Delavrinningsområde
Djupvattnet ingår i det delavrinningsområde (712770-145632) som SMHI kallar för Utloppet av Djupvattnet. Medelhöjden är 382 meter över havet och ytan är 4,19 kvadratkilometer. Det finns ett avrinningsområde uppströms, och räknas det in blir den ackumulerade arean 4,22 kvadratkilometer. Vattendraget som avvattnar avrinningsområdet har biflödesordning 4, vilket innebär att vattnet flödar genom totalt 4 vattendrag innan det når havet efter 264 kilometer. Avrinningsområdet består mestadels av skog (71 procent). Avrinningsområdet har 1,06 kvadratkilometer vattenytor vilket ger det en sjöprocent på 25,4 procent.